# リセ・ファンヘッケ
リセ・ファンヘッケ（オランダ語: Lise Van Hecke、1992年7月1日 - ）は、ベルギーの女子バレーボール選手。ポジションはオポジット。元ベルギー代表。

## 来歴

### クラブチーム
シント＝ニクラース出身。2008年、Asterix Kieldrechtへ入団しバレーボール選手としてのキャリアをスタートさせる。2009/10、2010/11シーズンのベルギー国内リーグでは2連覇を果たし、ベルギーカップとの2冠を達成した。また、2009/10シーズンにはリーグのMVPに選ばれた。2011年、イタリアセリエA1のRobur Tiboni Volley Urbinoへ移籍。2011/12シーズンのセリエA1リーグでは5位となった。2013年、同じくセリエA1のRiver Volley Piacenzaへ移籍し、2013/14シーズンのイタリアセリエA1リーグ、イタリアカップで優勝に貢献した。2014年の欧州チャンピオンズリーグに出場した。2014/15シーズンのセリエA1リーグでは3位となった。2015年10月、ブラジルのオザスコへの移籍が発表され、2015/16シーズンのブラジル・スーパーリーガでは4位となった。2016年6月、トルコのベシクタシュとの契約が発表され、1年間プレーした。2017/18シーズンはイタリアセリエA1のVolley Pesaroでプレーした。2018年6月、セリエA1のクーネオ・グランダ・バレーへ移籍することが発表され、2年間チームのエースとして活躍した。2020年6月、セリエA1のUS ProVictoriaへの移籍が発表され、2020/21シーズンのセリエA1リーグでは3位、CEVカップで優勝した。2021/22シーズンも同チームでプレーし、セリエA1リーグで準優勝、欧州チャンピオンズリーグで5位となった。2022年8月、久光スプリングスに入団。2022/23シーズンのV.League Division1、令和4年度天皇杯・皇后杯全日本バレーボール選手権ではともに3位に貢献した。2023年5月、久光の退団が発表された。同年8月、トヨタ車体クインシーズに移籍した。2024年8月、SV.LEAGUEのJTマーヴェラス（9月より大阪マーヴェラス）への入団が発表された。

### 代表チーム
2007年、ベルギー代表に初選出される。2009年にU-18欧州選手権のベルギー代表として出場し、金メダル獲得に大きく貢献した。同大会でMVP、ベストスコアラー賞、ベストスパイカー賞を受賞した。同年のU-18世界選手権では銅メダルを獲得し、自身もベストスコアラー賞を受賞した。シニアの代表として2010年世界選手権欧州大陸予選でデビューした。
2013年、ヨーロッパリーグで初出場のチームを準優勝へ導いた。同年の9月にドイツで開催された欧州選手権では大車輪の活躍で初の銅メダルを獲得する原動力になった。また、大会のベストスコアラー賞を受賞した。2014年のワールドグランプリでは初のファイナル進出に貢献する活躍で6位入賞の立役者となった。また、同年10月の世界選手権に出場した。2016年、ワールドグランプリに出場した。2017年、欧州選手権に出場した。

## 球歴
- 世界選手権 - 2014年
- 欧州選手権 - 2013年、2015年、2017年
- ワールドグランプリ - 2014年、2016年
- ヨーロッパリーグ - 2013年

## 受賞歴
- 2009年 U-18欧州選手権　MVP、ベストスコアラー賞、ベストスパイカー賞
- 2009年 U-18世界選手権  ベストスコアラー賞
- 2010年 2009/10ベルギー国内リーグ　MVP
- 2011年 FIVB世界ジュニア選手権　ベストスコアラー賞、ベストサーバー賞
- 2013年 2012/13イタリアセリエA1リーグ　MVP
- 2013年 欧州選手権 ベストスコアラー賞

## 所属クラブ
- Asterix Kieldrecht（2008-2011年）
- Robur Tiboni Volley Urbino（2011-2013年）
- River Volley Piacenza（2013-2015年）
- Osasco Voleibol Clube（2015-2016年）
- ベシクタシュ（2016-2017年）
- Volley Pesaro（2017-2018年）
- クーネオ・グランダ・バレー（2018-2020年）
- US ProVictoria（2020-2022年）
- 久光スプリングス（2022-2023年）
- トヨタ車体クインシーズ（2023-2024年）
- 大阪マーヴェラス（2024年-）